# Portstewart
Portstewart (en gaèlic irlandès Port Stíobhaird) és una vila d'Irlanda del Nord, al comtat de Derry, a la província de l'Ulster. Es tracta d'un balneari de la veïna Portrush. Dels dos pobles, Portstewart és decididament més tranquil. El seu port i senders de la costa formen un passeig de l'Atlàntic que porta a 2 milles de Portstewart Strand. Portstewart és probablement més conegut per la seva platja de sorra popular entre els surfistes.
Portstewart era una destinació turística molt popular entre les famílies de classe mitjana de l'era victoriana. El seu passeig marítim en forma de mitja lluna està protegit per caps rocosos. És una ciutat bastant pròspera. La major part de la ciutat està en el districte electoral Strand i aquesta és una de les zones més riques d'Irlanda del Nord. En l'índex de privació de districtes electorals d'Irlanda del Nord del Districte Strand a la ciutat es va classificar 570 dels 582 wards.

## Població
Portstewart és classificada com a "petita ciutat" per la NI Statistics and Research Agency (NISRA) (amb una població entre 4.500 i 10.000 habitants). En el cens de 29 d'abril de 2001 hi havia 7.803 persones vivint a Portstewart. D'ells:
- 16,6% tenien menys de 16 anys i 22,7% tenien més de 60 anys
- 44,9% de la població era masculina i el 55,1% era femenina
- 34,09% eren catòlics irlandesos i el 48,8% eren protestants o d'altres creences cristianes.[3]
- 3,4% dels habitants entre 16–74 estaven a l'atur.

## Història

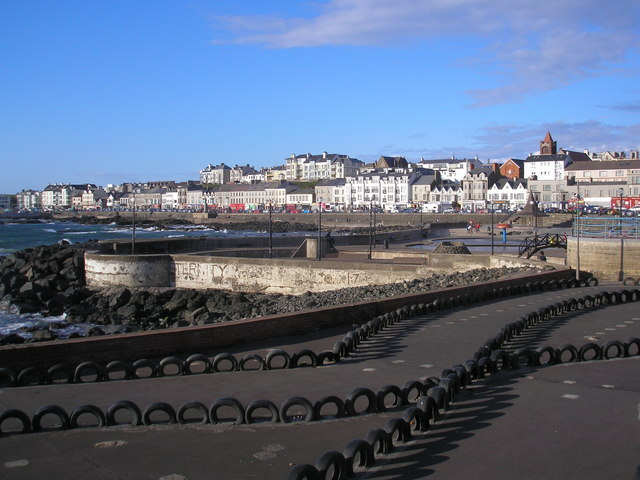
Panorama de Portstewart.

Portstewart fou fundada en 1792 per John Cromie, qui li va donar aquest nom pels seus avantpassats materns, els Stewarts de Ballylesse. Es diu que un tinent Stewart havia obtingut un lloguer de la terra del comte d'Antrim en 1734. Anteriorment l'àrea s'havia anomenat Port na Binne Uaine, nom relacionat amb la townland veïna de Benoney (anglització de Binne Uaine). El nom Port na Binne Uaine és encara usat avui dia junt amb la versió juntament amb la versió gaelicitzada Port Stíobhaird.
Tot i que estava habitada des del Neolític, fins al segle xviii era poc menys que un poble de pescadors. Durant el segle xix es va desenvolupar com a modest balneari sota la influència del terratinent local John Cromie. El seu desenvolupament i el seu caràcter fou influenciat pels sabbataristes i la consegüent resistència a la connexió de ferrocarril a mitjans del segle xix. L'escala de desenvolupament per al segle següent va ser més modesta que la de la veïna Portrush, que es va expandir ràpidament (sobretot en l'estil victorià tardà) amb el mercat del turisme de masses. Malgrat una connexió de tramvia de Portstewart a Cromore, la ciutat es va desenvolupar amb un caràcter més gentil. Amb l'ascens del cotxe com el principal mitjà de viatge en el segle xx, Portstewart ha desenvolupat un paper més ampli com a destinació d'esbarjo, juntament amb la funció de dormitori per la seva proximitat a Coleraine, a més de ser un centre de serveis locals.
Des de la dècada de 1950 fins a la dècada de 1980 la ciutat s'ha desenvolupat com a zona residencial, amb la construcció constant de nous habitatges en els suburbis. A diferència de Portrush, on es va produir una ràpida expansió dels parcs de caravanes estàtiques, Portstewart evita els efectes del turisme de masses.
En els últims 15 anys però, hi ha hagut una percepció generalitzada que el caràcter de la ciutat ha canviat amb el ràpid creixement de la població estudiantil i l'expansió accelerada de les segones residències.